# Respiro patologico
Per respiro patologico in campo medico, si intende qualunque respirazione che è stata alterata da una condizione patologica.
La respirazione è il normale atto con cui si assorbe ossigeno nell'organismo e nel contempo si emette biossido di carbonio; tale stato normalmente ha un andamento costante.
La frequenza respiratoria normalmente si attesta sui 16-20 respiri al minuto; all'atto della nascita e per i primi anni di vita del bambino essa è superiore, arrivando a 30 respiri al minuto. 

## Eziologia
Le cause sono di origine diversa, fra le più comuni le lesioni al sistema nervoso centrale.

## Manifestazioni cliniche
- Respiro di Biot, o respiro intermittente, in cui si alternano gruppi di atti respiratori brevi e superficiali seguiti da fasi di apnea
- Respiro di Cheyne-Stokes, o respiro periodico, che alterna cicli di apnea a clicli di respiri profondi e corti
- Respiro di Falstaff, sintomo tipico della sindrome dell'apnea da sonno
- Respiro di Kussmaul, una forma di iperventilazione compensatoria con lo scopo di incrementare l'eliminazione dell'anidride carbonica per compensare la riduzione del pH del sangue